# Mikrowczep

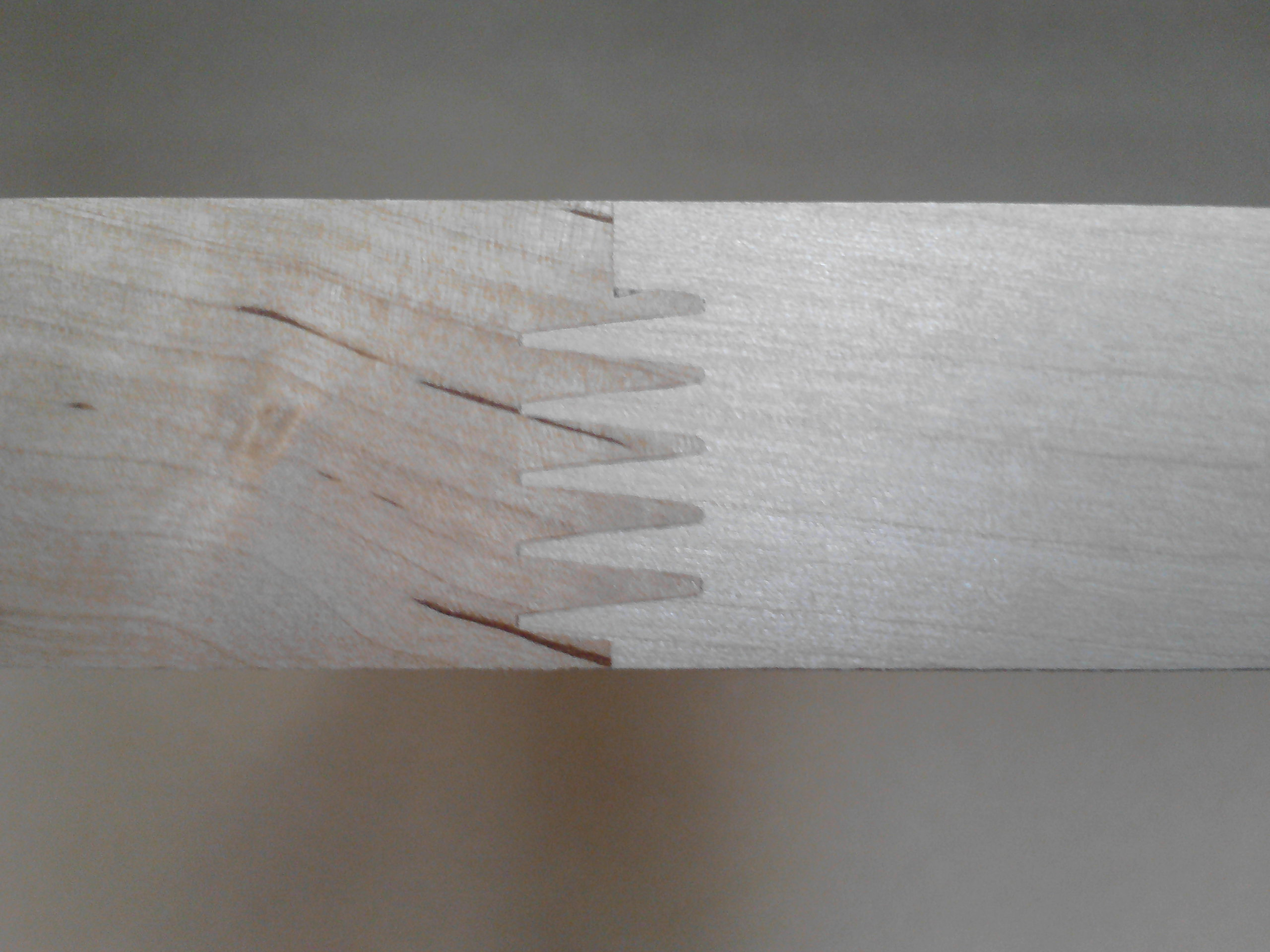
Mikrowczep – połączenie „na kreskę” (płyta meblowa, widok boczny)

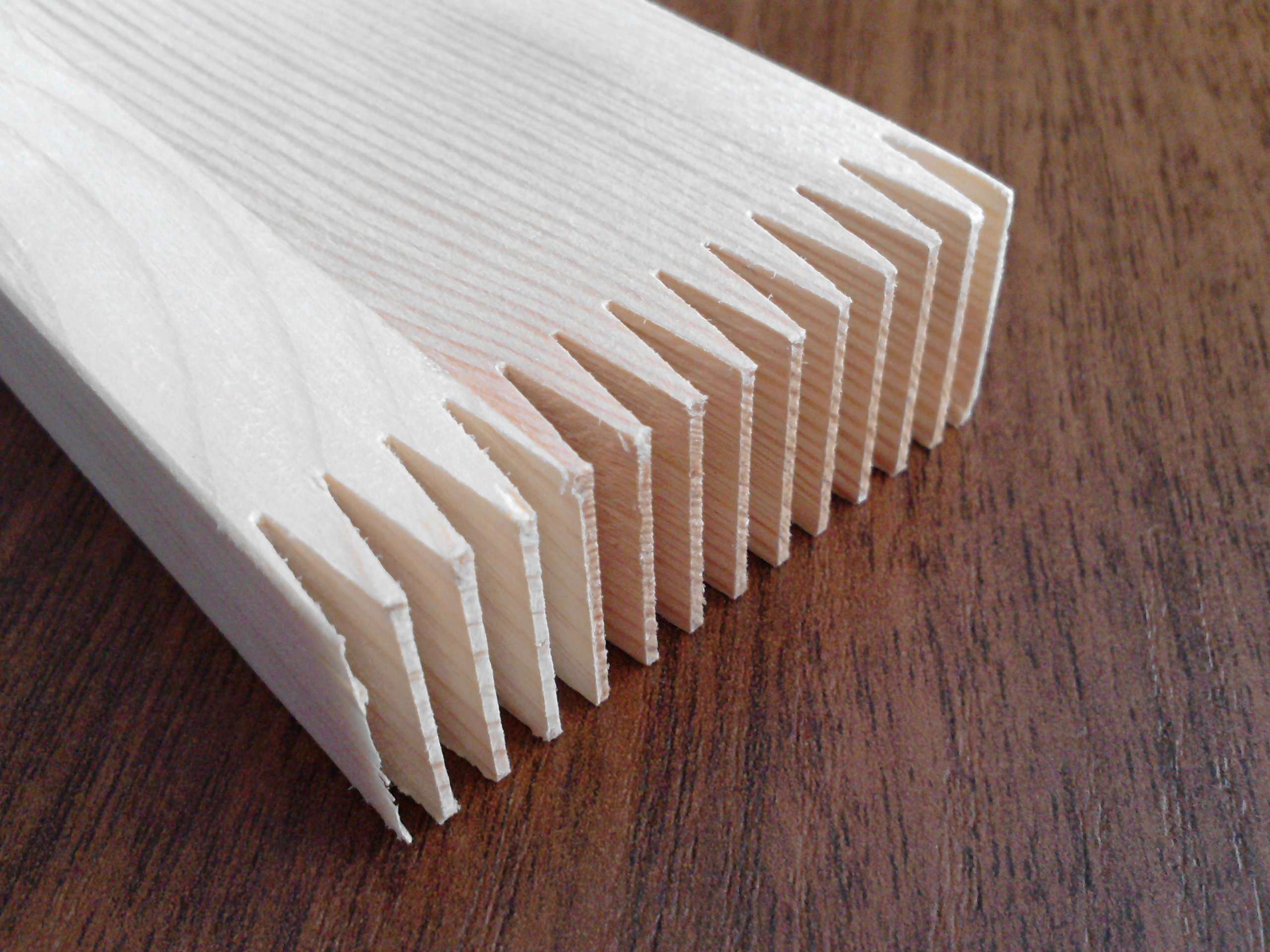
Element z tarcicy zaprofilowany narzędziem z ostrzami w kształcie wczepów klinowych przygotowany do połączenia na mikrowczep

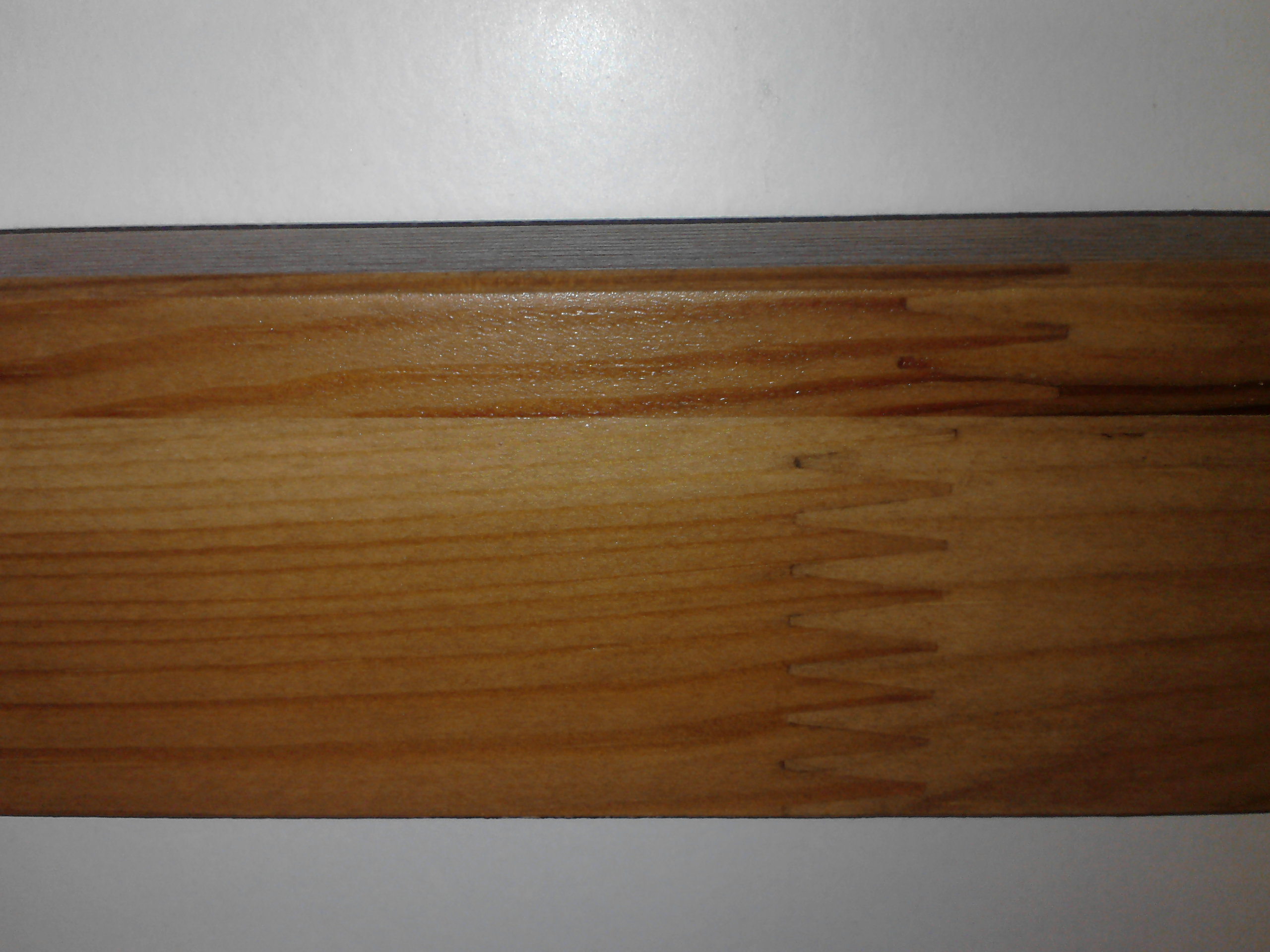
Połączone elementy tarcicy

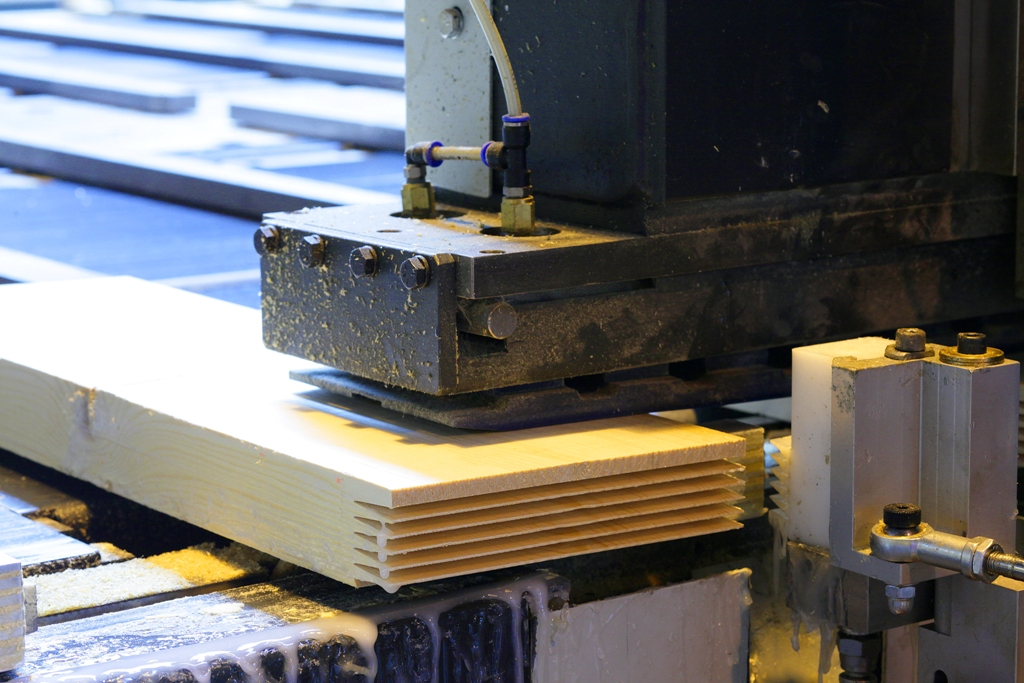
Linia produkcyjna do łączenia na mikrowczepy

Mikrowczep – rodzaj połączenia elementów z drewna na złącza klinowe, stosowany w meblarstwie, stolarce budowlanej oraz budownictwie.
Najczęściej połączeniem mikrowczepowym łączy się elementy z tarcicy, bywa także stosowany przy materiałach drewnopochodnych, takich jak: płyta wiórowa, MDF, HDF lub sklejka. 
Łączenie drewna wzdłuż z krótkich odcinków materiału stosuje się aby:
- otrzymać długie elementy, wykorzystując krótsze deski lub listwy z surowca niższej klasy,
- po wycięciu sęków i wad otrzymać produkt wyższej jakości,
- zagospodarować odpady.

## Rodzaje połączeń
Stosuje się zasadniczo dwa zarysy połączeń na mikrowczepy: ząbki przez całą wysokość deski (dla stolarki budowlanej bądź budownictwa) oraz połączenie „na kreskę”, gdzie ząbki są ukryte pod poprzecznym przecięciem (płyta meblowa).

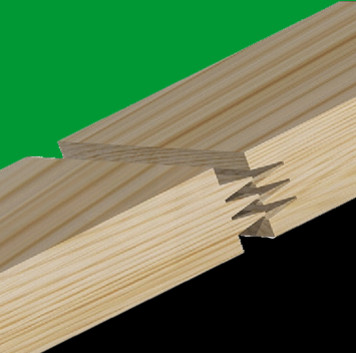
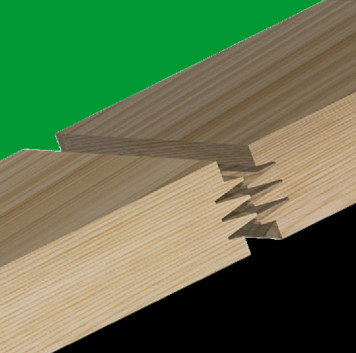
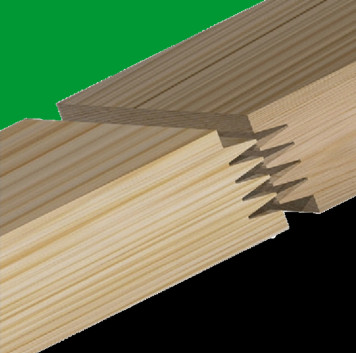
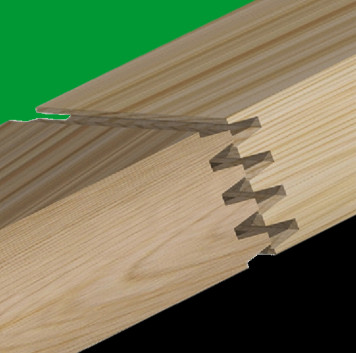
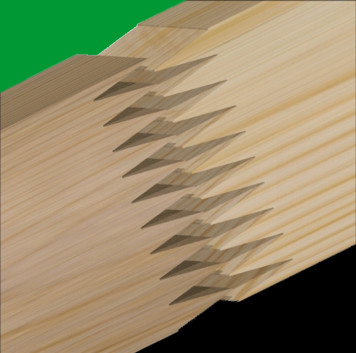
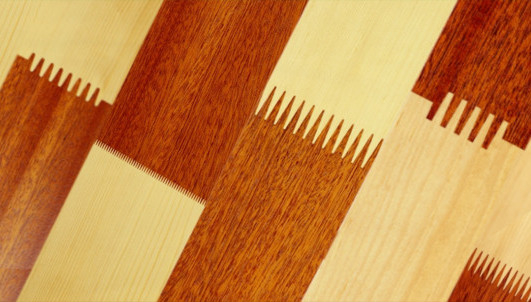

W budownictwie drewno łączone na mikrowczepy pozwala na uzyskanie belek konstrukcyjnych dowolnej długości. Długie belki nadają się idealnie do produkcji konstrukcji drewnianych, szczególnie ścian szkieletowych domów czy więźby dachowej.

## Ekonomia i parametry
Produkcja płyt meblowych z zastosowaniem połączeń na mikrowczepy jest ekonomiczna (wyrób jest zawsze tańszy od wykonanego z tarcicy litej), a sama klejonka jest bardzo wytrzymała (mnogość połączeń klejowych sprawia, że charakteryzuje się większą wytrzymałością od klejonek z całych listew).